# Boulieu-lès-Annonay

Boulieu-lès-Annonay este o comună în departamentul Ardèche din sud-estul Franței. În 1 ianuarie 2022 avea o populație de 2.255 de locuitori.